# Asesinato de Becky Watts

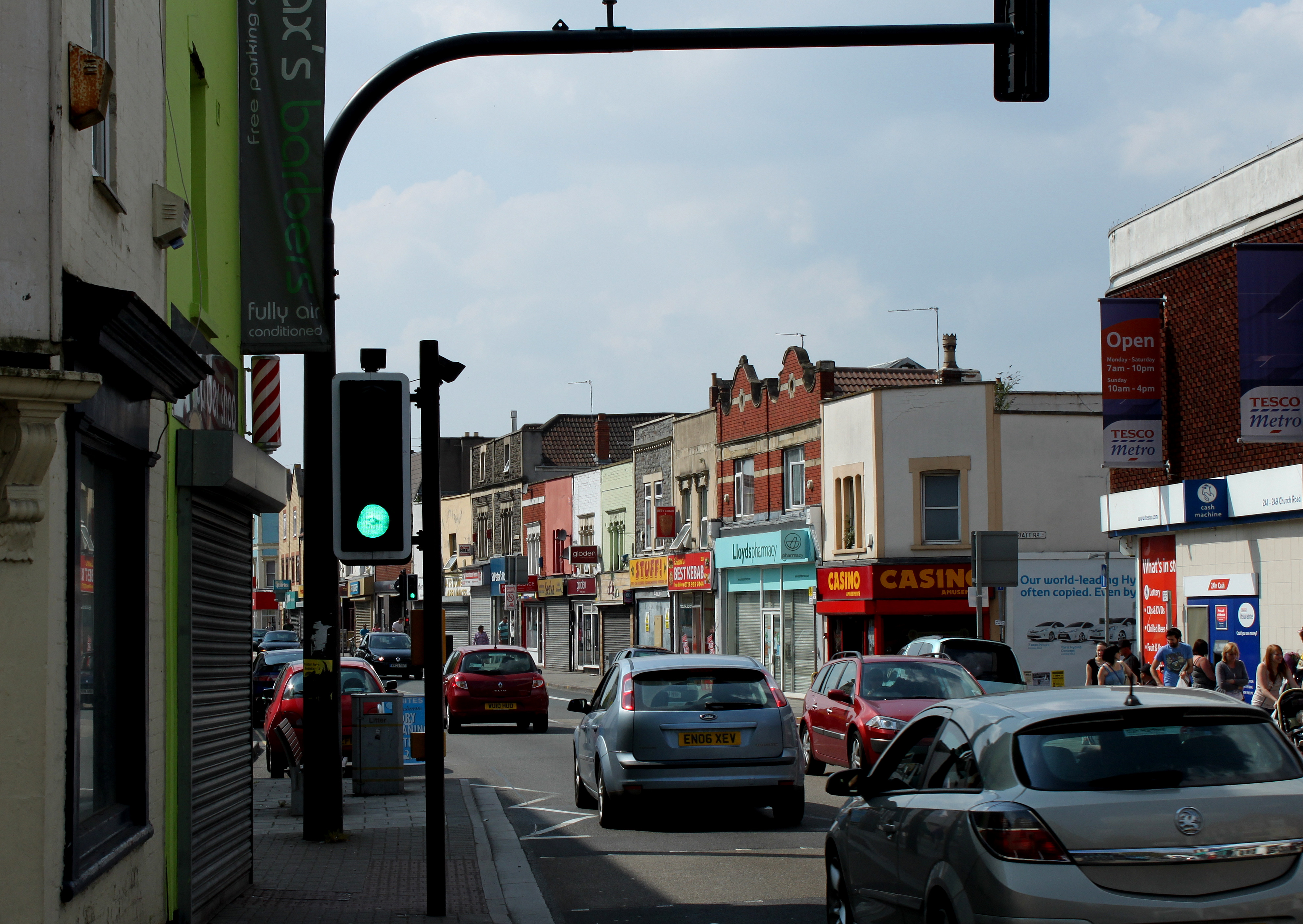
Calle de St. George, distrito de Bristol en el que vivía Rebecca Marie Watts.

Rebecca Marie Watts (Bristol, 3 de junio de 1998 - Ibidem, 19 de febrero de 2015) fue una estudiante británica que fue asesinada en 2015 a los 16 años de edad. En noviembre de 2015, su hermanastro, Nathan Matthews, fue declarado culpable de su asesinato y sentenciado a cadena perpetua con derecho a libertad condicional transcurridos 33 años de su condena. Su novia, Shauna Hoare, fue declarada culpable de homicidio preterintencional y sentenciada a 17 años de prisión, aunque Matthews había insistido a la policía en que Hoare no tenía nada que ver con el asesinato, desmembramiento y ocultación del cuerpo de Watts. Tanto Matthews como Hoare también fueron condenados por asociación ilícita por secuestro, impedimento del entierro legal de un cuerpo, prevaricación y posesión de dos pistolas paralizantes.

## Desaparición, investigación, descubrimiento del cadáver y detenciones
Becky Watts fue vista por última vez en su casa en St. George, en Bristol, la mañana del 19 de febrero de 2015 por su madrastra Anjie Galsworthy, que padecía de esclerosis múltiple, que salió de la casa alrededor de las 11:15 horas de la mañana para una cita en el hospital. Se informó que Watts desapareció alrededor de las 16 horas del día siguiente. Los investigadores encontraron que su teléfono móvil, ordenador portátil y tableta no estaban en la casa, pero no se había llevado dinero ni ropa de repuesto y no le dijo a nadie que se iba. El 22 de febrero, la policía de Avon y Somerset hicieron su primera apelación para obtener información sobre su desaparición, y al día siguiente, su padre y su abuela aparecieron en una conferencia de prensa pidiendo su regreso. Se lanzó una campaña en línea con el hashtag "#FindBecky" en redes sociales, que llegó a más de dos millones de personas en todo el mundo.
Las búsquedas policiales se centraron en varias propiedades en Barton Hill, Southmead, St. George's Park y la reserva natural Troopers Hill, en los alrededores de Bristol. Además, se realizaron búsquedas en espacios abiertos cercanos y áreas de parques, así como consultas casa por casa. Los voluntarios públicos también organizaron búsquedas en áreas como Wharf Road en Fishponds, Trym Valley y Badock's Wood. La policía hizo un llamamiento público para obtener información sobre los movimientos de un Vauxhall Zafira negro entre el 19 y el 23 de febrero.
Las indagaciones iniciales se centraron en la creencia de que Watts había desaparecido después de dejar la casa familiar, basadas en declaraciones dadas por su hermanastro Nathan Matthews y su novia Shauna Hoare, que se encontraban en el domicilio en ese momento. Dijeron que no habían visto a Watts pero "escucharon la puerta cerrarse" y asumieron que se había ido. El 28 de febrero, Matthews y Hoare fueron arrestados en relación con la desaparición de Watts. Días después, el 2 de marzo, fueron arrestados nuevamente bajo sospecha de asesinato. Al día siguiente, el cuerpo desmembrado de Watts fue encontrado en una propiedad en Barton Court, Barton Hill. El 4 de marzo, Matthews fue acusado de asesinato. El 6 de marzo, otras cuatro personas que habían sido arrestadas fueron acusadas de ayudar a un delincuente, ya que habían sido acusadas de ayudar a ocultar o deshacerse del cuerpo de Watts. Un hombre de 23 años que también había sido detenido fue puesto en libertad sin cargos. El 22 de junio, Hoare, quien originalmente fue acusada de prevaricación, se le adjuntó el cargo de asesinato. Matthews y Hoare también fueron acusados de conspiración para secuestrar, impedir el entierro legal de un cuerpo y posesión de un arma ilegal. La pareja también fue acusada de cuatro cargos no relacionados de hacer imágenes indecentes de niños. Matthews también fue acusado de cargos no relacionados de agresión sexual y voyeurismo.
El funeral de Watts tuvo lugar en la iglesia de St. Ambrose en Whitehall (Bristol) el 17 de abril de 2015. Su familia lo describió como "una ocasión para celebrar la vida de Becky". El servicio fue seguido por un entierro privado para su familia y amigos en el cementerio Avon View.

## Juicio, veredicto y sentencia
El juicio por asesinato comenzó el 6 de octubre de 2015 en el Tribunal de la Corona de Bristol. Para la fiscalía, Watts fue asfixiada en su dormitorio durante un complot de secuestro "por motivos sexuales" llevado a cabo por Matthews y Hoare. Según la fiscalía, después del asesinato, Matthews y Hoare metieron el cuerpo de Watts en el maletero de su automóvil y se quedaron en la casa durante varias horas más, tiempo durante el cual otros miembros de la familia llegaron a casa. Más tarde ese mismo día, regresaron a su propia casa, donde durante las siguientes horas desmembraron su cuerpo con un cuchillo y una sierra circular y colocaron los restos en bolsas y cajas, que luego fueron escondidas en el cobertizo de un vecino. Matthews admitió un homicidio involuntario y dijo a la corte que había intentado secuestrar a su hermanastra como una forma de asustarla para que cambiara lo que él percibía como su mal comportamiento, pero el plan salió mal y la mató accidentalmente. Matthews insistió en que el asesinato tuvo lugar mientras Hoare estaba en el jardín, y que ella no estuvo involucrada. Hoare, quien también negó el asesinato, dijo que no tenía conocimiento de estas acciones y que no había participado en él, describiendo los mensajes de texto que había intercambiado con Matthews sobre el secuestro de colegialas en los meses anteriores como "desafortunados" y "sarcásticos". La fiscalía afirmó que los mensajes de texto entre los dos, así como otros contenidos encontrados en su casa, sugerían "un interés antinatural compartido por las mujeres adolescentes atractivas".
La fiscalía también se basó en pruebas de las cámaras de circuito cerrado de varios establecimientos con los movimientos de Matthews y Hoare el día en que Watts fue vista con vida por última vez y en los días siguientes. El 19 de febrero de 2015, antes de ir a Crown Hill, fueron vistos en un supermercado Tesco comprando baterías, que supuestamente eran necesarias para pistolas paralizantes que tenían la intención de utilizar en el secuestro. Las imágenes del día después de la muerte de Watts mostraron a Matthews comprando la sierra circular que se usó para desmembrar su cuerpo, y entre el 20 y el 22 de febrero, él y Hoare fueron captados comprando productos de limpieza que, según se dijo, requerían para limpiar el cuerpo y el baño, donde se produjo el desmembramiento. El ADN vinculó tanto a Matthews como a Hoare con elementos que se encontraron en el cobertizo junto con los restos, y se llamó a un experto para que declarara que dijo que sería "más fácil" llevar a cabo el desmembramiento si hubiera más de una persona involucrada.
El 11 de noviembre de 2015, después de 3 horas y 27 minutos de deliberación, el jurado declaró a Matthews culpable de asesinato y a Hoare culpable de homicidio involuntario. Ambos también fueron condenados por conspiración para secuestrar, pervertir el curso de la justicia, impedir el entierro legal de un cuerpo y posesión de dos pistolas paralizantes. Dos hombres, James Ireland y Donovan Demetrius, fueron absueltos de ayudar a un delincuente, relacionado con el traslado y almacenamiento de paquetes que contenían los restos de Watts. El hermano de Demetrius, Karl, y su novia, Jaydene Parsons, propietaria del cobertizo donde se almacenaban los restos, habían admitido el mismo cargo en una audiencia previa al juicio, aunque ambos insistieron en que no conocían el verdadero contenido de los paquetes. El 5 de febrero de 2016, Karl fue condenado a 2 años de prisión y Parsons a 16 meses de prisión.

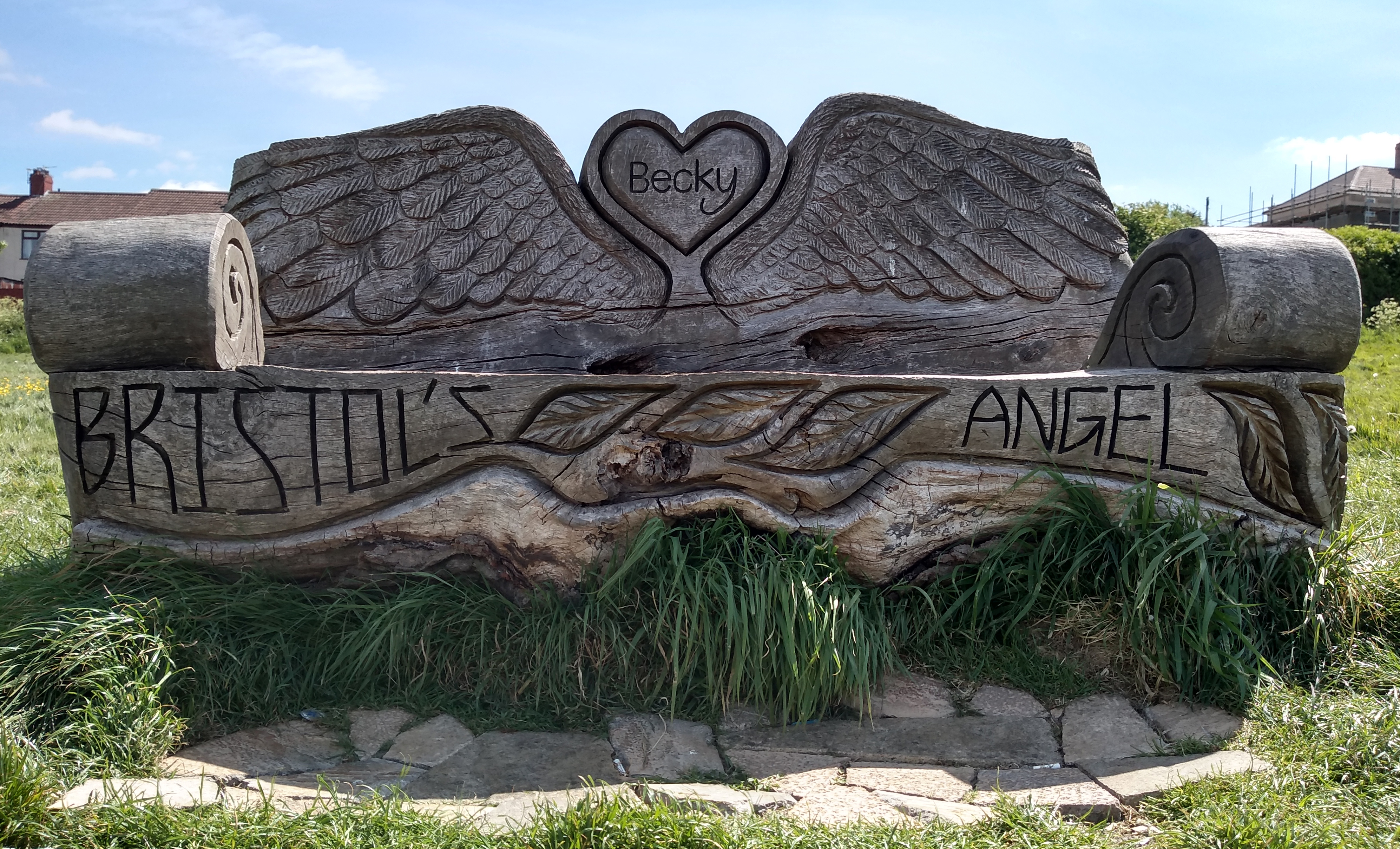
Banco de Becky (Bristol).

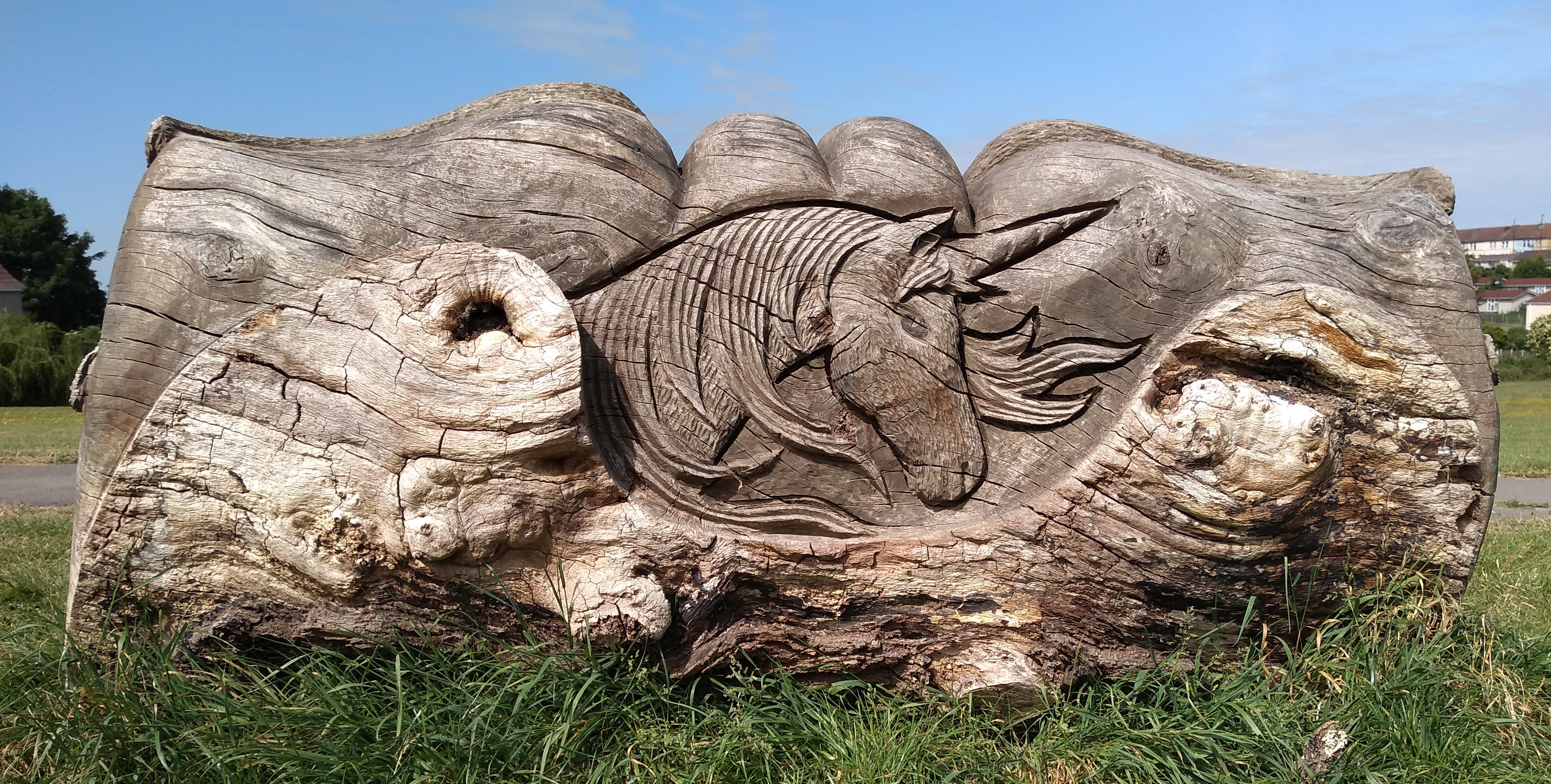
Parte trasera del banco.

El 13 de noviembre de 2015, el juez Dingemans condenó a Matthews a cadena perpetua con una pena mínima de 33 años y a Hoare a 17 años de prisión. En sus declaraciones de sentencia, el juez estuvo de acuerdo con la creencia de la fiscalía de que el secuestro planeado tenía un "propósito sexual", y le dijo a Matthews que tenía "una obsesión por tener relaciones sexuales con adolescentes pequeñas" y que creía que Hoare había sido "persuadida para participar en esta fijación".

## Hechos posteriores
En febrero de 2016, se erigió y descubrió un banco de madera en memoria de Watts, ubicado en Goat's Field, cerca de su casa. El banco, tallado por Andy O'Neill, fue financiado por Neighborhood Watch Partnership. También se erigió un mural pintado en memoria de Watts en un parque cerca de donde vivía.
En marzo de 2016, el padre de Watts, Darren Galsworthy, publicó unas memorias que describían la vida de su hija, su asesinato y el posterior juicio penal de los responsables. Titulado Becky: The Heartbreaking Story of Becky Watts, el libro fue publicado por Harper Collins.
Matthews y Hoare presentaron apelaciones contra sus condenas y sentencias, pero el 23 de junio de 2016, el Tribunal de Apelación rechazó sus solicitudes, expresando que "no había ningún argumento razonable de que las condenas fueran inseguras o que las sentencias fueran incorrectas en principio o manifiestamente excesivas".